# Liste deutschsprachiger Schriftsteller
Die Liste der deutschsprachigen Schriftsteller (einschließlich mittelhochdeutscher, frühneuhochdeutscher und plattdeutscher Schriftsteller) ist aufgeteilt in Unterlisten, sortiert nach dem Anfangsbuchstaben des Nachnamens: